# Denis Dallan
Pas d'image ? Cliquez ici

a Compétitions nationales et continentales officielles uniquement.

b Matchs officiels uniquement.
Dernière mise à jour le 12 février 2024.
Denis Dallan, né le 4 mars 1978 à Asolo dans la province de Trévise, en Vénétie, est un joueur de rugby à XV italien. Il compte 42 sélections en équipe d'Italie entre 1999 et 2007 au poste d'ailier (1,88 m pour 99 kg). 

## Biographie
Denis Dallan débute au Benetton Rugby Trévise à seulement dix-neuf ans et rejoint le Stade français Paris lors de l'intersaison 2006-2007.

### En club
- 1997-2006 :  Benetton Trévise
- 2006-2007 :  Stade français
- 2007-2008 :  Parme
- 2008-2009 :  Venise Mestre
- 2009-2010 :  Amatori Milan

Il joue son premier match en Top 14 le 4 novembre 2006 à Perpignan contre l'USAP (10-11).

### En équipe nationale
Il a honoré sa première cape internationale en équipe d'Italie le 30 janvier 1999 à Gênes par une défaite 49-24 contre l'équipe de France.

## Palmarès

### En club
- Champion de France : 2007
- Champion d'Italie : 1998, 1999, 2004, 2006

### En équipe nationale
- 42 sélections en équipe d'Italie entre 1999 et 2007
- 7 essais (35 points)
- Sélections par année : 3 en 1999, 8 en 2000, 7 en 2001, 7 en 2002, 8 en 2003, 6 en 2004, 1 en 2006, 2 en 2007
- Tournois des Six Nations disputés : 2000, 2001, 2002, 2003, 2004, 2007
- Équipe d'Italie A : 1 sélection en 1997, 1 essai
- En Coupe du monde :
  - 2003 : 3 sélections (Tonga, Canada, Galles)

### Personnel
- Lors de la coupe du monde 2003 en Australie, lui et son frère Manuel ont réalisé une première contre les Tonga en devenant la première paire de frères à inscrire trois essais à eux deux lors d'un match de Coupe du monde.